# Zeekr 7X
La Zeekr 7X est un SUV électrique produit par le constructeur automobile chinois Zeekr à partir de 2024 en Chine.

## Présentation
La Zeekr 7X est présentée officiellement le 30 août 2024 au salon de l'automobile de Chengdu.

## Caractéristiques techniques
La 7X repose sur la plateforme technique SEA (Sustainable Electric Architecture) spécifique aux modèles électriques du Groupe Geely.